# یواس‌اس وایتینگ (اس‌اس-۴۳۳)
یواس‌اس وایتینگ (اس‌اس-۴۳۳) (به انگلیسی: USS Whiting (SS-433)) یک زیردریایی بود که طول آن ۳۱۱ فوت ۹ اینچ (۹۵٫۰۲ متر) بود.